# Johann Gottfried Rudolf von Schadow-Godenhaus
Johann Gottfried Rudolf von Schadow-Godenhaus (* 3. September 1826 in Berlin; † 9. März 1890 in Darmstadt) war preußischer Generalleutnant.

## Leben

### Herkunft
Seine Eltern waren Wilhelm von Schadow (* 6. September 1789; † 19. März 1862) und dessen Ehefrau Charlotte, geborene Groschke. Sein Vater war der Direktor der Kunstakademie in Düsseldorf, seine Mutter eine Tochter des Hofarztes Johann Gottlieb von Groschke (1760–1828).

### Werdegang
Zunächst besuchte er ein Gymnasium in Düsseldorf, später erhielt er Privatunterricht in Köln. Nach seinem Abschluss ging er am 1. Januar 1843 als Kanonier in die Garde-Artillerie-Brigade. Vom 1. Oktober 1843 bis zum 7. Juli 1846 war er in die Vereinigte Artillerie- und Ingenieurschule abkommandiert. In dieser wurde er am 1. Juni 1844 zum Portepeefähnrich befördert und nach seiner Rückkehr am 11. August 1846 als Seconde-Lieutenant aggregiert; am 14. Januar 1847 kam er in das 7. Ulanenregiment. Er nahm 1849 am Feldzug in Baden teil. Er kämpfte in den Gefechten bei Kirchheimbolanden, Ubstadt, Durlach und Kuppenheim. Er schied aus eigenem Wunsch am 9. September 1851 mit gesetzlichen Vorbehalt aus. Er trat am 7. Februar 1852 in die III. Bataillon des 8. Landwehrregiments ein. Am 8. März 1855 wechselte er mit Patent zum 11. August 1847 in das 7. Landwehr-Husarenregiment. Vom 1. März 1856 bis zum 10. Oktober 1856 war er als Eskadronsführer eingesetzt. Er wurde am 12. April 1859 zum Premier-Lieutenant und am 30. Juni 1859 zum Rittmeister befördert. Vom 28. August 1859 bis zum 31. Mai 1860 war er Führer der Ersatzeskadron des Regiments. Anschließend wurde er am 13. August 1861 zum Eskadronschef ernannt und am 18. August 1865 wurde er in das Generalkommando des VIII. Armeekorps versetzt.
Während des Deutschen Krieges von 1866 war er Adjutant der Elbarmee und kämpfte bei Münchengrätz und Königgrätz. Dafür erhielt er am 20. September 1866 den Roten Adlerorden 4. Klasse mit Schwertern.
Er stieg am 16. November 1867 zum Major auf und kam am 18. Juni 1869 als etatmäßiger Stabsoffizier in das 2. Ulanenregiment. Als solcher nahm er am Deutsch-Französischen Krieg teil. Er kämpfte bei Beaumont, Sedan, Orleans, Beaugency-Cravant und Le Mans sowie bei der Belagerung von Paris. Dafür erhielt er am 18. Dezember 1870 das Eiserne Kreuz 2. Klasse.
Nach dem Krieg wurde er am 12. Dezember 1872 mit der Führung des 15. Husaren-Regiments beauftragt und dazu à la suite des Regiments gestellt. Er stieg am 22. März 1873 zum Oberstleutnant auf, wurde am 15. April 1873 als Kommandeur bestätigt und am 5. Juli 1875 zum Oberst befördert. Am 16. September 1881 erhielt er den Kronen-Orden 2. Klasse. Am 18. Oktober 1881 wurde er zum Generalmajor befördert und als Kommandeur in die 7. Kavallerie-Brigade versetzt. Er bekam am 17. September 1883 den Roten Adlerorden 2. Klasse mit Eichenlaub und Schwertern am Ring. Am 12. Juni 1886 bekam er den Charakter als Generalleutnant und wurde mit Pension zur Disposition gestellt. Er starb am 9. März 1890 in Darmstadt.

### Familie
Er heiratete am 9. März 1875 in Hamburg Magdalena Sophie Johanna Wesselhoeft (* 20. April 1850; † 17. Juni 1890), eine Tochter des Kaufmanns Karl Johannes Wesselhoeft (1816–1903) und der Maria Theresia, geborene Chamot (1823–1908). Die Ehe war kinderlos.